# Доминиканская Республика в Первой мировой войне
Доминиканская Республика первоначально соблюдала нейтралитет в Первой мировой войне, однако позже страна была оккупирована США, которые присоединятся к Союзникам, и в результате чего страна была вынуждена разорвать дипломатические отношения с Германской империей. Доминиканских повстанцев, восставших против оккупации, на протяжении войны поддерживали Центральные державы в лице Германии. Страна не было представлена на конференции победителей, ни со стороны правительства, ни со стороны повстанцев. Окончательно Доминикана получит независимость в 1924 году.

## Предыстория

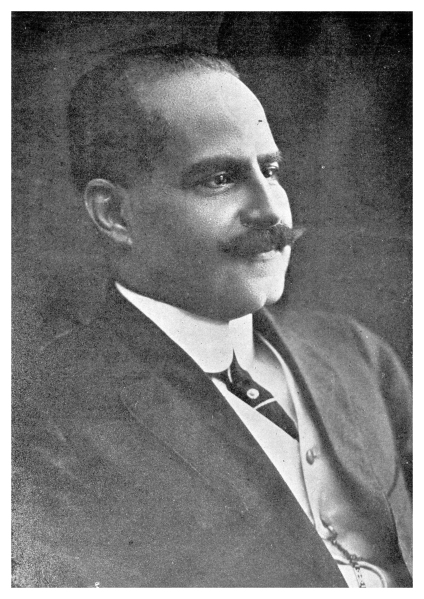
временный президент республики Рамон Баес Мачадо (28 августа — 5 декабря 1914)

Доминиканская Республика страдала от финансовых и политических проблем, что делало её привлекательной целью для иностранных агентов. В 1904 году страна объявила дефолт по своим долгам, а в 1905 году представитель США принял на себя управление таможней, забирая 55% доходов для выплаты иностранным кредиторам, оставляя остальное доминиканскому правительству. Новая волна политической нестабильности и революционных беспорядков обрушилась на Санто-Доминго в 1912 году. После вступления в должность Президента США, Вудро Вильсон предъявил Республике ультиматум: «Изберите президента или Соединённые Штаты навяжут его». Когда в Европе началась Первая мировая война, в это время доминиканцы избрали Мачадо Рамон Баэс временным президентом 27 августа 1914 года, однако мир был недолгим.

## Период нейтралитета

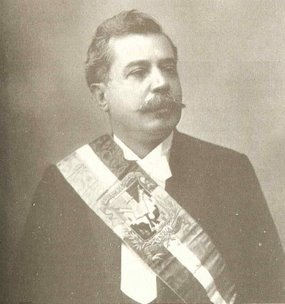
Хуан Исидро Хименес, президент республики до начала американской интервенции

После начала войны доминиканская торговля сахаром с Великобританией и Францией пришла в упадок.
Гавана была базой для эффективной немецкой разведывательной сети, которую контролировали Герман и Альберт Апманн. Это были известные бизнесмены, имевшие банк в Новом Орлеане, химическую фирму в Сент-Луисе, сталелитейную компанию в Пенсильвании и фабрику элитных сигар на Кубе. Их агенты разжигали восстания на Гаити, Доминиканской Республике и на Кубе.
25 октября 1914 года на относительно честных выборах был избран Хуан Исидро Хименес Перейра, который фактически вступил в должность 5 декабря. 1915 год прошел без смены правительства, хотя военный секретарь Хименеса, Дезиде-рио Ариас, вскоре начал плести интриги, чтобы получить власть. Ариас вынудил Хименеса уйти в отставку 7 мая 1916 года, что вызвало новый виток гражданской войны. Как и в случае с Гаити, Управление военно-морской разведки США снова заподозрила участие в этом немецких агентов, управляемых и финансируемых шпионской сетью, базирующейся в Гаване. Американский банкир, который регулярно ездил в Доминикану, объяснял: «Они [немецкие купцы] одалживали деньги потенциальным президентам для финансирования их революционных движений, что приводило к выгодным для них преференциям». Даже незначительное немецкое влияние послужило возможностью США распространить доктрину «Pax Americana» на весь остров Гаити.

## Период оккупации

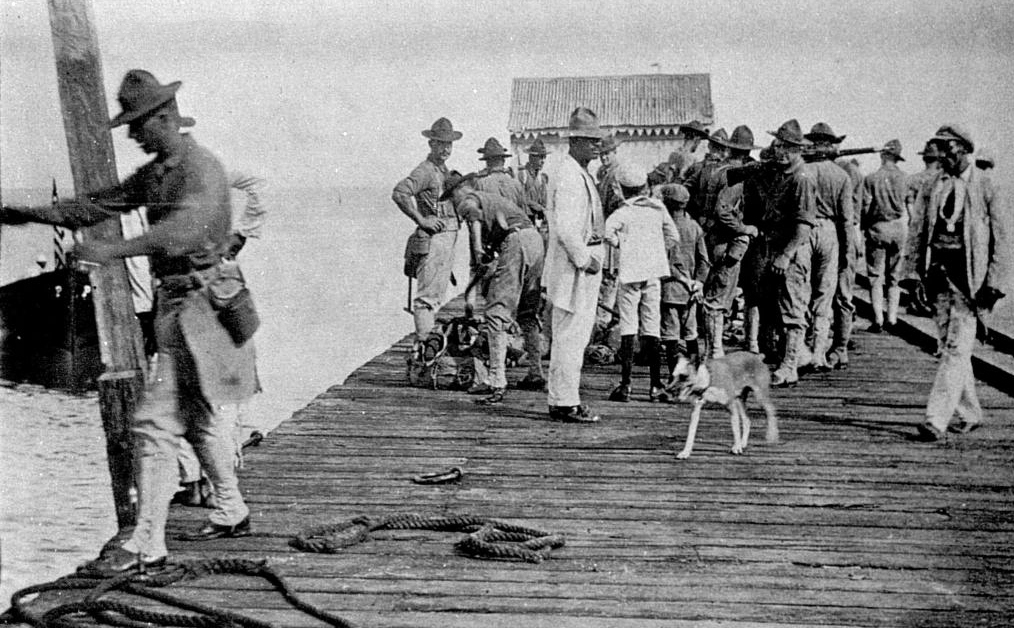
Морская пехоты США в Доминикане

Американский консул на Гаити, контр-адмирал Уильям Б. Капертон, приплыл в Санто-Доминго и 13 мая пригрозил повстанцам Ариаса морской бомбардировкой. Через два дня началась высадка американских морских пехотинцев. Они умиротворили страну в течение двух месяцев, понеся относительно небольшие потери — всего 17 человек погибли в бою. Но 29 августа 1916 года цунами, пришедшее из Карибского моря, обрушилось на 14 500-тонный бронепалубный крейсер «USS Memphis», убив более 40 моряков и повергнув в ужас местное население, что стало самым большим боевым кораблём ВМС США, когда-либо потерянным по естественным причинам. 
Новое временное правительство, установленное доминиканским конгрессом, отказалось принять финансовый надзор США, поэтому Вашингтон сократил финансирование, и временное правительство прекратило своё существование. В ноябре 1916 года к власти пришло военное правительство США под командованием контр-адмирала Гарри С. Кнаппа. Был организован контроль за таможенной службой, а морские пехотинцы приступили к организации национальной полиции — «Policia Nacional Dominicana».
Доминиканская оккупация была вызвана скорее паранойей, поскольку никогда не было даже намека на немецкую оккупацию. Как позже объяснила Дана Манро из Государственного департамента, оккупация началась в 1916 году поскольку «известно, что главные нарушители стабильности были прогерманскими». Оккупационные власти подозревали немцев в причастности к каждому доминиканскому мятежу и заключали в тюрьму как минимум нескольких граждан Германии. Однако точность их знаний снова вызывала сомнения. США говорили о «немецких интересах», скрывающихся за восстаниями, и преследовали немцев, не приводя веских доказательств их преступлений. Некоторые выразили разочарование тем, что так не смогли найти доказательств немецкой подрывной деятельности. Подполковник Джордж Торп, например, писал в августе 1918 года: «Я более чем когда-либо впечатлен серьезностью положения Германии здесь. Они думают, что владеют землей, и предлагают управлять всем так, как им удобно». Торп частично раскрыл свою логику, заявив, что «кто бы ни руководил этой революцией, он мудрый человек: он определенно добивается многого от негров», и что поэтому «это свидетельствует о работе немцев, насколько это возможно». Торп так и не представил никаких доказательств такого руководства. Тем не менее, в середине 1919 года он пришел к выводу, что доминиканских повстанцев «подстрекали, снабжали и часто возглавляли немцы», и поэтому он «посадил в тюрьму нескольких немцев». Стремление Торпа искоренить немецкое влияние, реальное или воображаемое, также могло быть мотивировано его желанием быть отправленным воевать в Европе. Как он объяснил в августе 1918 года: «Если я хорошо справлюсь с очисткой этих двух провинций [Гаити и Доминикана]  от повстанцев и убью многих, не могу ли я также перейти к какой-то более активной области деятельности? Это должно продемонстрировать, что я хороший убийца немцев». Позже Джордж пришел к выводу, что «если только люди не лгут мне, чтобы задобрить меня, то наши методы и план получают почти всеобщее одобрение. Наша оппозиция — это немцы и прогерманцы». Критиковать оппозицию как «прогерманскую», стало удобным способом игнорировать реальные претензии оккупированных, которые критиковали США за захват их учреждений, несправедливое правосудие, обременение их правительств новыми долгами, введение расизма и принудительного труда.
После того Соединенные Штаты объявили войну Германии в апреле 1917 года, 18 июня 1917 года, в тот же день, когда Гаити и Германия разорвали отношения, американская администрация в Доминикане отозвала экзекватуры немецких консулов в стране. У доминиканского населения не было выбора в этом вопросе. В Порт-о-Пренсе американский министр выдал немецкому поверенному в делах Каппелю пропуск на безопасный уход. Он отправился домой через Нью-Йорк в начале июля 1917 года. Оставшиеся немцы были брошены на произвол судьбы, поскольку Каппель был последним немецким дипломатом и координатором немецкой разведки на Испаньоле. Теперь весь остров перешел под номинальный контроль американских властей, которые заставили немецких жителей покинуть страну, а также национализировали их собственность.
Хотя Доминиканская Республика соответствовала формальным критериям для участия в Парижской мирной конференции, она не была представлена на международной конференции. Это было связано с «полным подчинением во внешних делах Соединенным Штатам». Вследствие этого, страна также не подписала Версальский договор. Несмотря на то, что Гаити также находился под оккупации, он смог участвовать на конференции, поскольку формально он был более независим. Но это не означало, что доминиканцы не пытались участвовать на Парижской мирной конференции.

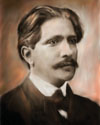
Франсиско Энрикес-и-Карвахаль

Бывший президент Франсиско Энрикес-и-Карвахаль, который правил страной с 31 июля — 29 ноября 1916, увидел возможность обвинить в лицемерии Вильсона. «Как и все патриоты, [Энрикес-и-Карвахаль] считает, что оккупация США его страны несовместима с принципом прав малых наций, провозглашенным президентом Вильсоном» — объяснил француз поверенный в делах Доминиканы. Он рассчитывал, что он сможет явиться в Версаль и напрямую обратиться к Вильсону с просьбой соотнести его слова с реальными действиями и прекратить оккупацию. Хотя оккупационная администрация послала в Версаль своего представителя, бывший президент был явно этим не удовлетворён. Франсиско и его окружение собрали тысячи долларов, чтобы оплатить его поездку в Париж в феврале 1919 года. За несколько дней до его отъезда сочувствующая кубинская газета заявила, что «настало время не только для малых народов Европы, но и для народов Америки; не только для Бельгии и Польши, но и для Санто-Доминго!», однако дальнейшие события вскоре развеяли этот энтузиазм. Он добрался до Парижа, но так и не встретился с президентом США и был физически отстранен от участия в мирных переговорах. «Я почти полностью изолирован, делегаты конференции недоступны» — в отчаянии написал он своему зятю в апреле. У него также была встреча с представителями Госдепартамента, которые, к его ужасу, сообщили ему, что Париж — не место для обсуждения Доминиканы или любого другого неевропейского вопроса.

## Последствия
В целом, оккупация сохранила большинство национальных законов и институтов, сбалансировала бюджет, возобновила экономический рост, ввела обязательное начальное образование и современную гигиену, а также восстановила порядок во всех провинциях, кроме самых восточных — Эль-Сейбо и Сан-Педро-де-Макорис. Как и на Гаити, бандиты и вооруженное сопротивление слились в движение, известное как «гавильерос», в то время как небольшие отряды американских морпехов и доминиканских констеблей боролись за сбор информации о народных волнениях и их искоренение с помощью засад, подкупа и использованию самолетов «Curtiss JN-4 "Jenny's"». Цензура держала под контролем газеты, общественные собрания и радиопередачи, хотя партийная политика была гораздо опаснее немецкой пропаганды. Мировая война принесла пользу доминиканской экономике, сделав антиамериканских активистов менее восприимчивыми к немецкому влиянию. Рынки США и союзников с повышенным спросом потребляли доминиканский сахар, табак, кофе и какао, несмотря на то, что международные цены росли вместе со спросом военного времени. Экономический бум смягчил отрицательные последствия иностранной оккупации.
Что еще более важно, оккупация нанесла ущерб экспансии США, поскольку отвлекала наиболее талантливых офицеров ВМФ. Многие из тех, кто остался участвовали в оккупации, а не воевали в Европе, чувствовали себя неполноценными, лишенными настоящего боевого опыта. Например, один из них жаловался, что морские пехотинцы в Доминиканской Республике получают меньше пособия, чем в Европе.
Ряд исследователей (например Джозеф Тулчин) рассматривает американские интервенции в Мексику, Гаити, Доминикану и Никарагуа как продукт ещё довоенной, типичной модели американской интервенций. Хотя это действительно так, но некоторые интервенции действительно были прямым результатом войны. Мнение Бернардо Вега, президента Доминиканской академии истории, по поводу последствий Первой мировой войны для Доминиканской Республики:
«Первая мировая война была объявлена 28 июля 1914 года. За шесть месяцев до этого был открыт Панамский канал, который стал очень важным стратегическим пунктом с военной точки зрения, и его пришлось защищать США, которые и построили канал. Они опасались, что ближайшие острова, независимые от Доминиканской Республики и Гаити, могут быть захвачены немцами. Поэтому в июле 1915 года морская пехота захватила Гаити, а в следующем (1916) году — Доминиканскую Республику. Следовательно, основное влияние Первой мировой войны на Доминиканскую Республику заключалось в том, что она превратила её в место, которое, как понимали Соединенные Штаты, они должны были контролировать военным путем, чтобы защитить Панамский канал. Следствием этого стала оккупация 1916 года, которая продолжалась восемь лет, до 1924 года».
После войны борьба за освобождение продолжилась. Джейн Аддамс основала Международную лигу женщин за мир и свободу (WILPF) и лично убеждала Вильсона прекратить оккупацию Доминиканской Республики. 70-летний представитель Уильям Мейсон написал доминиканскому активисту, что он «хочет прожить достаточно долго, чтобы увидеть мою страну свободной от колоний и всех видов рабства. Это будет означать самоопределение для Филиппин, Порто-Рики и Доминиканы». Доминиканский поэт Фабио Фиалло продолжал осуждать Вильсона, «чей цинизм шел параллельно его беззаконию, когда в Версале он был провозглашен защитником прав слабых наций, а здесь, в Карибском море, воды были покрыты крейсерами, переполненными морскими пехотинцами и солдатами». Доминиканский историк и писатель Густаво Адольфо Мехиа в 1920 году опубликовал трактат под названием «Я обвиняю Рим», где он подразумевал под Римом — США.
Вопрос о самоопределении в конце концов стал предметом переговоров между доминиканцами и американскими дипломатами в 1920-х годах. На одной из встреч с министром военно-морского флота Джозефусом Дэниелсом президент Американской федерации труда Сэмюэл Гомперс высказался в пользу доминиканцев, заявив Дэниелсу, что вопрос улучшения доминиканцев за счет опеки США не имеет значения. «Они имеют право на самоопределение», — настаивал Гомперс. По завершении войны в Европе несколько давних и высокопоставленных чиновников Госдепартамента ушли в отставку, и появилось новое руководство —Лео Роу и Самнер Уэллс, которые начали инициировать вывод войск. В 1922 году Уэллс договорился об начале окончании оккупации, к которой подтолкнула война в Европе.